# 黃兼
黃兼（越南语：／，1873年—1939年5月23日），越南阮朝官員。

## 生平
黃兼是乂安省演州府東城縣蔡舍總黃舍社玉林村（今屬乂安省演州縣演勝社）人，嗣德二十六年（1873年）出生。成泰九年（1897年），黃兼參加乂安場鄉試，考中秀才。成泰十五年（1903年），黃兼再次參加乂安場鄉試，考中舉人。次年（1904年），庭試考中第三甲同進士出身。初授翰林院編修。成泰十八年（1906年），黃兼的父親去世，他辭官回鄉守制。維新二年（1908年），黃兼出任德壽知府。次年（1909年），改任河清知府。維新九年（1915年），改任刑部郎中。
啟定三年（1918年），黃兼升任清化按察使。啟定五年（1920年），升任清化布政使。啟定七年（1922年），黃兼改任廣平布政使。次年（1923年）正月，升署河靜巡撫。保大元年（1926年），升署南義總督。他因政策分歧，與殖民政府多有不合。而他經常到順化拜訪被殖民政府軟禁的潘佩珠，也引起殖民政府不滿。
保大五年（1930年），黃兼升協佐大學士致事。退休後，黃兼回到家鄉榮市定居，并利用自身的影響力為家鄉做了許多基礎建設。同時被選為中圻人民代表院乂安民表議員。
保大十四年四月五日（1939年5月23日），黃兼在家鄉去世，阮廷追贈他為太子少保。